# Enns

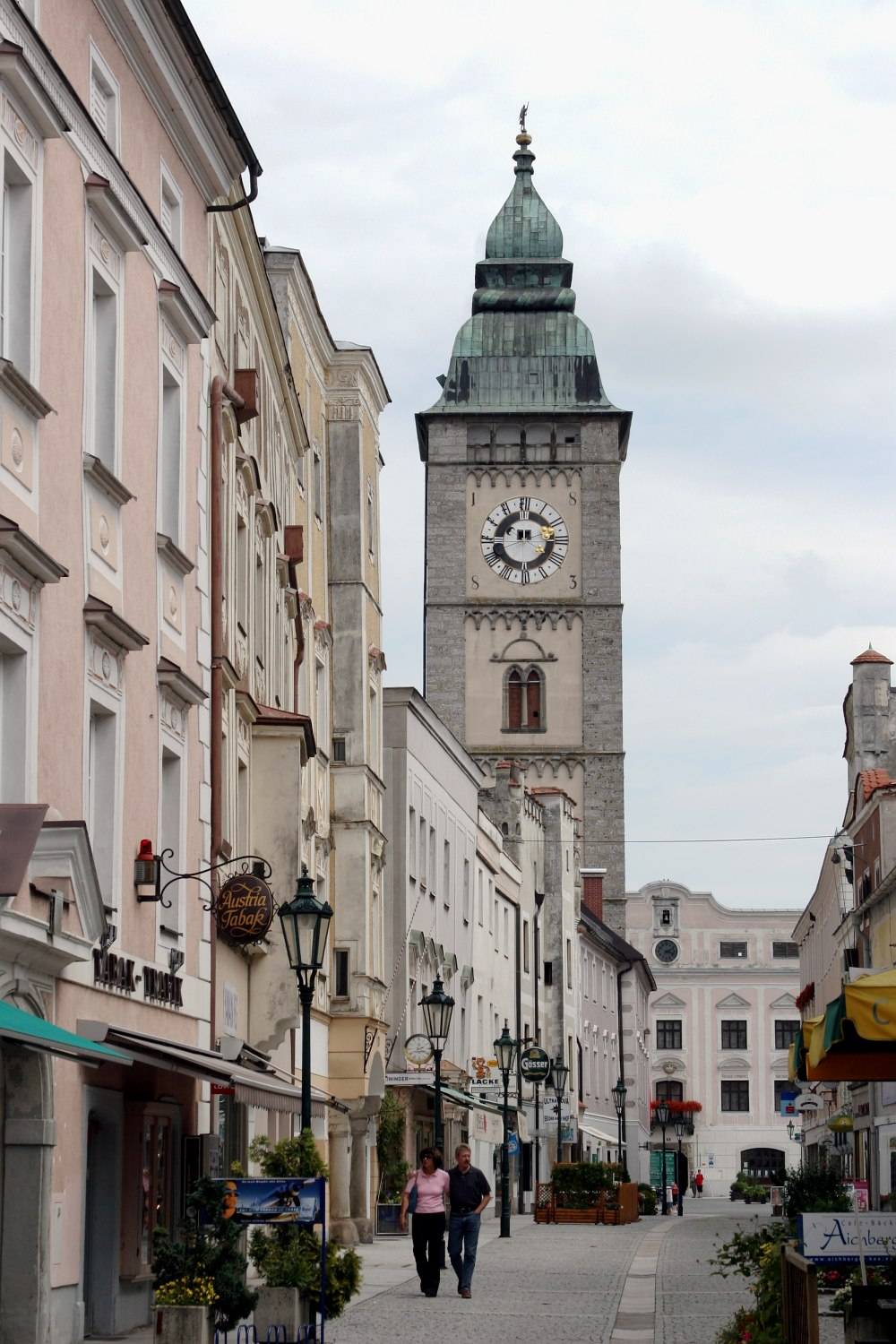
Enns (centrul vechi istoric)

Enns este un oraș în landul Austria Superioară, una din cele mai vechi așezări urbane din Austria.

## Istoric
Lauriacum (în prezent cartierul Lorch, situat la 1,5 km de centrul orașului) a fost o așezare romană importantă, distrusă în jurul anului 700 de avari.